# Jörg Hafkemeyer

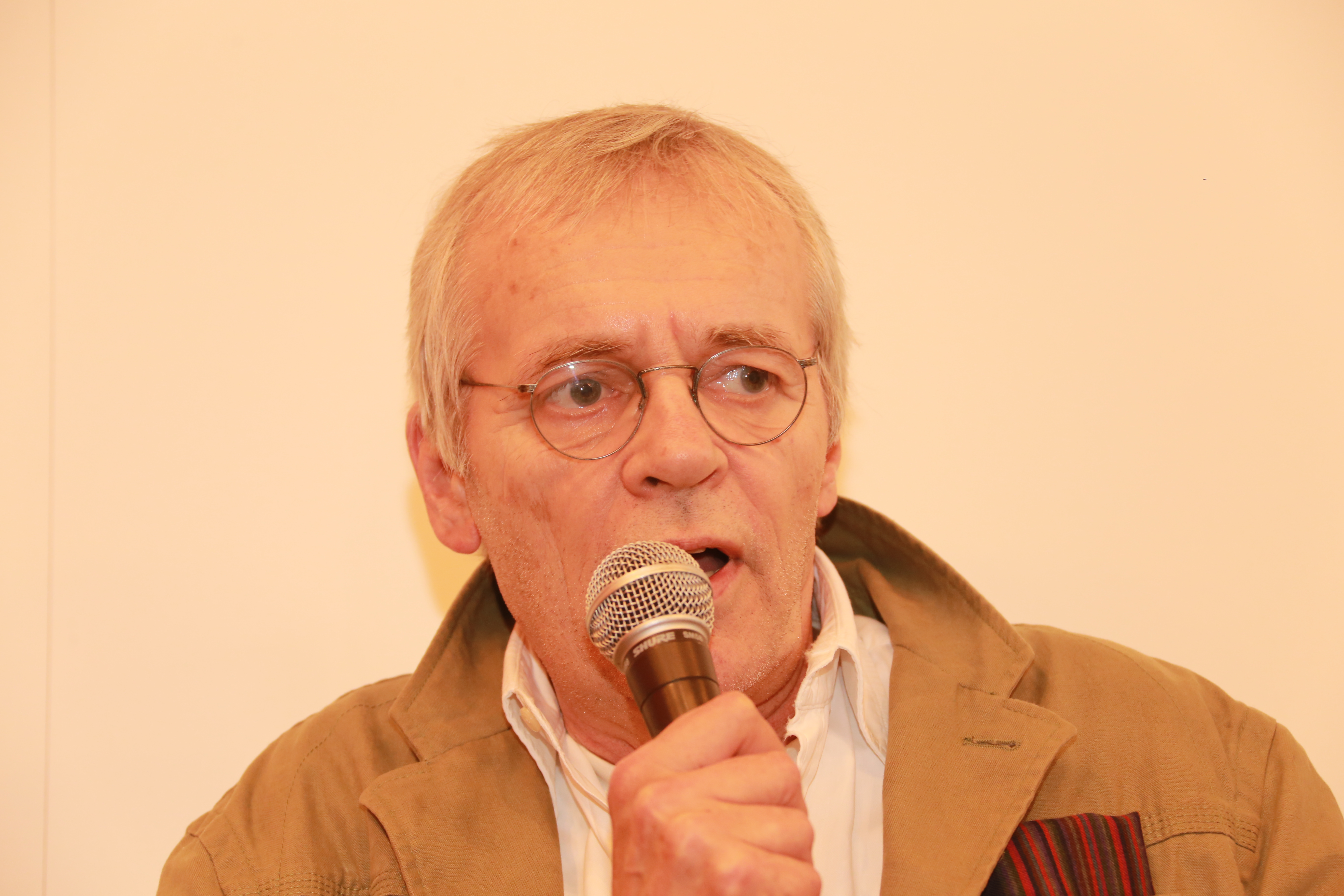
Jörg Hafkemeyer (2014)

Jörg Eberhard Henry Hafkemeyer (* 1947 in Berlin) ist ein deutscher Rundfunkreporter, freier Fernsehjournalist und Professor für Film und Fernsehen an der Universität der Künste Berlin.

## Leben
Hafkemeyer arbeitet seit Ende der 1970er-Jahre für Hörfunk, Fernsehen und Zeitung. Er war für die ARD unter anderem in Mexiko, Washington und Moskau als Korrespondent tätig. Ende der neunziger Jahre übernahm Hafkemeyer für knapp zwei Jahre die Position des ersten Chefredakteurs der Sendung „Sabine Christiansen“. Ab 2000 baute er den Studiengang Kulturjournalismus an der Berliner Universität der Künste (UdK) auf, den er bis 2005 leitete. 2002 wurde er Honorarprofessor. Parallel arbeitet er als Filmemacher für die ARD und für das Deutschlandradio Kultur. An der Akademie der Bundeswehr für Information und Kommunikation trainiert er vor der Kamera Diplomaten und Offiziere des gehobenen Dienstes für Presseauftritte.
Seit 2014 ist er Mitglied im PEN-Zentrum Deutschland.

## Schriften
- Mexiko: zwischen Maya und Moderne, 1988
- Der Patriot: der lange Weg des Egon Bahr, 2012
- Das Buddenbrookhaus Hoyerswerda
- Abgeschaltet – Das Ende des Fernsehens der DDR
- exclusiv: Bundesmarine im Einsatz

## Dokumentarfilme (Auswahl)
- Gedenkfeier zur Überführung Friedrich des Großen nach Potsdam, Radio Brandenburg, 1991
- Zar Boris und die Brandstifter: der Kreml, der Westen und der Krieg in Tschetschenien; eine Rekonstruktion, WDR, 1996
- 50 Jahre lebendig begraben: ein russisches Irrenhaus öffnet seine Pforten, WDR, 1997
- Das Ende einer Ära: ein Kanzler tritt ab, WDR, 1998
- Der Verräter: der Fall des Hansjoachim Tiedge, MDR, 1999
- Keiner sieht sie kommen – Die geheime Elitetruppe der Bundeswehr, ARD/MDR, 2000
- Schlachtfeld Vietnam, MDR, 2000
- Der Mann, der die NATO verriet: Topspion Topas, ARD, 2001
- Krisen-Intervention = Polyphonie d’une riposte, ZDF, 2001
- Auf neuem Kurs: die deutsche Marine im internationalen Einsatz
- Ralph Giordano – Mein Leben, ZDF, 2007